# وادي عامر (فرع العدين)

تعديل مصدري - تعديل

وادي عامر محلة تابعة لقرية البرح، التابعة لعزلة المسيل بمديرية فرع العدين إحدى مديريات محافظة إب في الجمهورية اليمنية، بلغ تعداد سكانها 200 حسب تعداد اليمن لعام 2004.